# James Cameron
James Francis Cameron (ur. 16 sierpnia 1954 w Kapuskasing) – kanadyjski reżyser, scenarzysta, producent i montażysta filmowy. Ponadto fizyk, inżynier, oceanolog i filantrop.

## Wczesne lata
James Cameron urodził się w Kanadzie jako syn Shirley Lowe i Phillipa Camerona. Jego prapradziadek ze strony ojca wyemigrował z Balquhidder w Szkocji w 1825 roku. Gdy miał 16 lat, jego rodzina przeniosła się do Kalifornii w USA. W trakcie studiów (fizyka i literatura angielska) na Kalifornijskim Uniwersytecie Stanowym (California State University, Fullerton College) wykorzystywał każdą okazję do odwiedzenia uniwersyteckiego archiwum filmowego. Zanim rozpoczął karierę reżysera, pracował m.in. jako kierowca ciężarówek i woźny w szkole.

## Kariera
Filmami, które miały największy wpływ na jego karierę, były: 2001: Odyseja kosmiczna Stanleya Kubricka oraz Gwiezdne wojny George’a Lucasa. Jego pierwszym filmem był Xenogenesis zrealizowany w 1978 roku za pożyczone pieniądze. Zainteresował się nim wówczas znany reżyser horrorów – Roger Corman. Zaangażował on Camerona do pracy w wytwórni New World Pictures, dla której projektował scenografię do filmu Battle Beyond the Stars (1980) Jimmy’ego T. Murakami. Później pracował m.in. jako asystent Johna Carpentera na planie Ucieczki z Nowego Jorku.
W 1981 roku James Cameron dostał szansę wyreżyserowania swojego pierwszego filmu kinowego. Włoski producent egipskiego pochodzenia Ovidio G. Assonitis zatrudnił go do realizacji filmu Pirania II: Latający mordercy. Jednak wskutek nieporozumień z nim Cameron nie ukończył filmu, który zresztą później spotkał się z negatywnymi recenzjami.
Pierwszym obrazem, który odniósł sukces, był Terminator z 1984 roku. Opowiadał on o przysłanym z przyszłości cyborgu, którego celem było zabicie matki nienarodzonego jeszcze przywódcy ruchu oporu przeciwko zbuntowanym maszynom. Cameron wyznał, że pomysł na ten film zrodził się w jego głowie podczas sennego koszmaru. Film niespodziewanie odniósł duży sukces i szybko urósł do rangi pozycji kultowej. Po premierze pierwszej części Terminatora Harlan Ellison, pisarz science fiction pozwał Camerona do sądu za rzekome kopiowanie wątków fabularnych ze scenariuszy autorstwa Ellisona do serialu Po tamtej stronie (The Outer Limits). W ramach zadośćuczynienia Cameron zapłacił Ellisonowi odszkodowanie i umieścił jego nazwisko w napisach końcowych filmu (Acknowledgment to the works of Harlan Ellison).

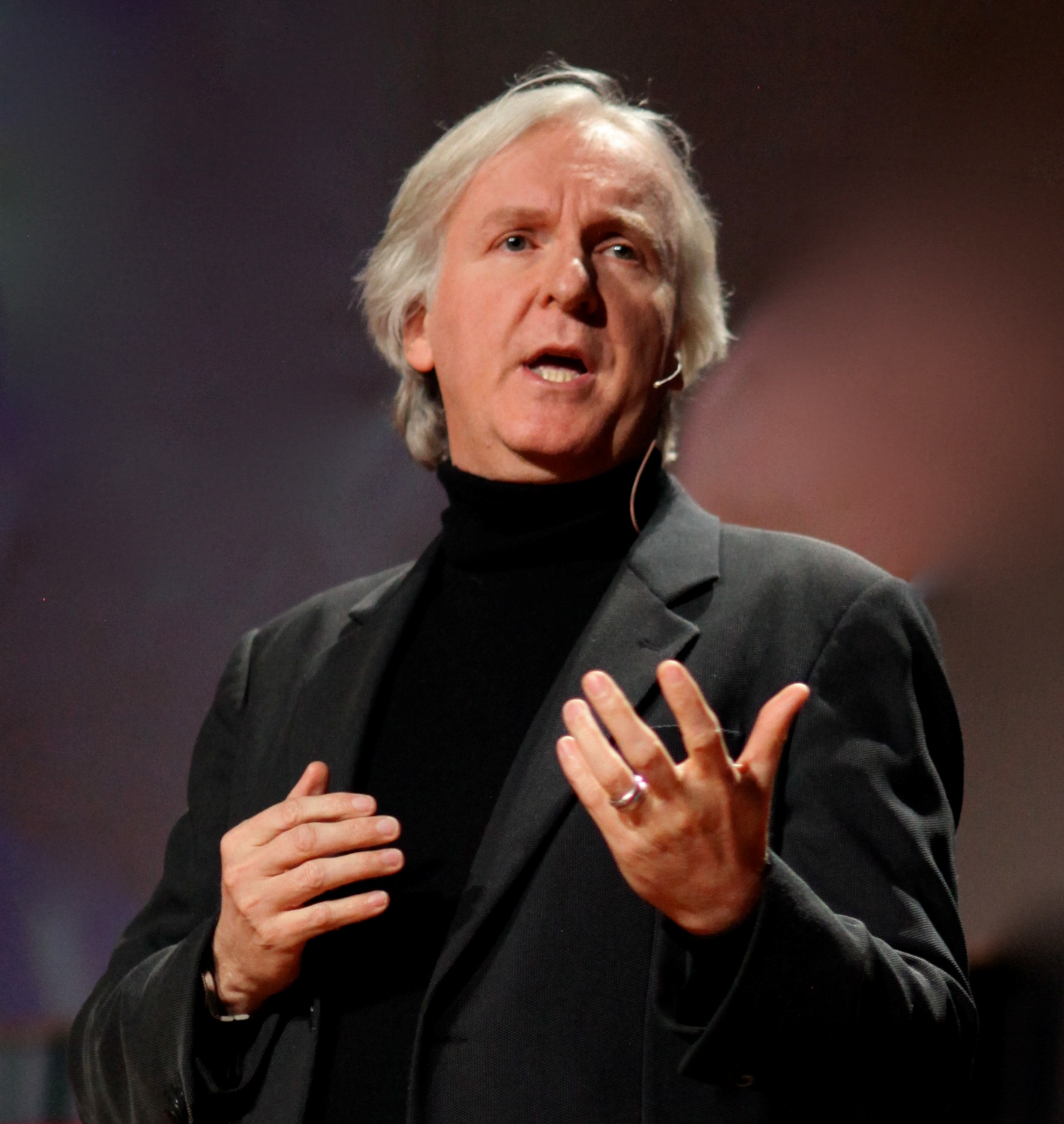
Cameron w 2010

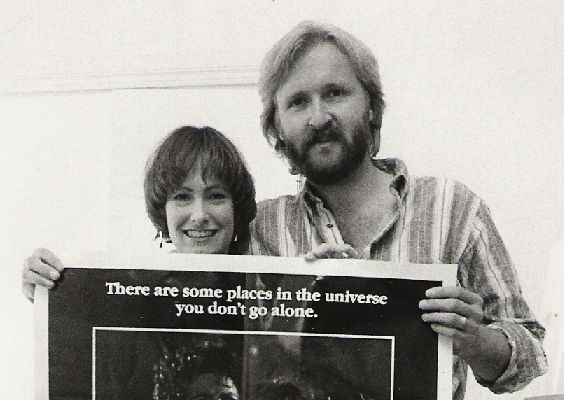
Cameron promuje drugą część Obcego wraz ze swoją ówczesną żoną Gale Ann Hurd

Szukając producentów, którzy sfinansowaliby Terminatora, Cameron nawiązał kontakt z wytwórnią Brandywine Productions, która nie zdecydowała się na historię o cyborgu. Producenci odnieśli się jednak z uznaniem do wyobraźni Camerona i zaproponowali młodemu reżyserowi nakręcenie kontynuacji Obcego. Scenariusz napisany przez Camerona i sukces Terminatora utwierdziły ich w przekonaniu, że Kanadyjczyk jest odpowiednią osobą na to stanowisko. Obcy – decydujące starcie odniósł podobny sukces jak część pierwsza i spotkał się z równie pozytywnym przyjęciem krytyki. Film doceniono za oryginalne podejście do tematu. Film Ridleya Scotta był mrocznym dreszczowcem, a Cameron zrealizował futurystyczny film wojenny. Chwalono także oryginalne pomysły, futuryzm i stronę plastyczną filmu.
Opromieniony sukcesami Terminatora i Obcego Cameron realizował kolejne obrazy – Otchłań, opowiadający o grupie płetwonurków, którzy odnajdują statek kosmiczny (zdjęcia zrealizowano w Gaffney w stanie Karolina Południowa) oraz Terminator 2: Dzień sądu, nakręcony za znacznie większy budżet i bardziej widowiskowy niż część pierwsza. Reżyser nie ograniczał się do filmów science fiction. Stworzył także remake francuskiej komedii sensacyjnej – Prawdziwe kłamstwa z 1994 roku.
Jednym z najsłynniejszych obrazów filmowych Jamesa Camerona jest film Titanic (1997), który wyreżyserował według własnego scenariusza. Film zdobył 11 Oscarów, w tym za „Najlepszy film” i dla „Najlepszego reżysera” oraz stał się najbardziej dochodowym filmem w historii kina.
Po Titanicu James Cameron zaprzestał reżyserii filmów w ramach technicznych możliwości kina konwencjonalnego, skupiając się na podwodnych filmach dokumentalnych, tworzonych w technologii IMAX 3D. Dzięki nim przygotował się do realizacji dwóch dużych produkcji fabularnych w technologii 3D – będącego jego powrotem po latach Avatara (2009), który wyreżyserował i do którego napisał scenariusz oraz Sanctum (2011), którego był producentem. Avatar pobił rekord Titanica i zajął jego miejsce wśród najbardziej dochodowych filmów wszech czasów.
W 2017 roku Cameron powrócił do pracy nad Terminatorem po dojściu do porozumienia z właścicielami praw do serii, produkując szósty pełnometrażowy film z tego cyklu. Reżyserię filmu powierzył Timowi Millerowi, samemu pozostając producentem i pomysłodawcą fabuły. Premiera produkcji pt. Terminator: Mroczne przeznaczenie odbyła się w październiku 2019 roku. Cameron zaplanował aby ów film był pierwszą częścią w nowej, oddzielnej trylogii, aczkolwiek obraz okazał się finansowym niepowodzeniem, w związku z czym plany zrealizowania kolejnych dwóch części zostały porzucone.
Inny los spotkał kolejny film Jamesa Camerona – Avatara: Istotę wody (2022), będącego kontynuacją Avatara z 2009. Trzynastoletni odstęp czasowy pomiędzy premierą pierwszej, a premierą drugiej części filmu spowodowany był głównie koniecznością stworzenia nowej technologii filmowej umożliwiającej sfilmowanie scen osadzonych pod wodą przy użyciu techniki przechwytywania ruchu. Był to pierwszy taki zabieg w historii kina, a samo opracowanie nowego sposobu kręcenia filmu zajęło ekipie filmowej półtora roku. Avatar: Istota wody okazał się sporym sukcesem komercyjnym, zarabiając na całym świecie ponad 2,3 miliarda dolarów i stając się trzecim co do zarobku najbardziej dochodowym filmem w historii kinematografii. Otrzymał on ponadto cztery nominacje do Oscara: za najlepszy film, najlepszy dźwięk, najlepszą scenografię i najlepsze efekty specjalne, z czego zwyciężył w ostatniej kategorii. Wszystkie filmy Jamesa Camerona zarobiły na całym świecie w sumie ponad 8,5 miliarda dolarów.

### Charakterystyka twórczości
Jego przedsięwzięcia są zwykle – pomimo przekraczania terminarza i budżetu – kasowe i odnoszą sukcesy komercyjne. Cameron jest miłośnikiem techniki. Stąd też najczęściej poruszaną przez tego reżysera tematyką są relacje pomiędzy człowiekiem a światem maszyn i technologii. Nowoczesna technologia często w jego dziełach staje się dla człowieka zarówno zgubą, jak w Terminatorze, jak i bronią (Obcy – decydujące starcie). Zauważalne są wątki pro-ekologiczne (przede wszystkim Avatar). Często pojawiają się silne postacie kobiece (Ellen Ripley z Obcych, Sarah Connor z Terminatora, Neytiri z Avatara).

### Niezrealizowane projekty
Jednym z planowanych, ale niezrealizowanych przez Jamesa Camerona filmów była ekranizacja powieści Michaela Crichtona Park Jurajski. Ubiegł go jednak Steven Spielberg. Innym jego niedoszłym projektem był film o Spider-Manie (ostatecznie nakręcony przez Sama Raimiego) oraz planecie małp (który ostatecznie nakręcił Tim Burton).
Obecnie pracuje nad kolejnymi częściami filmu Avatar

## Działalność pozafilmowa
Cameron interesuje się również oceanologią i wyprawami do głębin oceanicznych. Podczas realizacji filmu Titanic schodził do wraku statku kilkadziesiąt razy. 26 marca 2012 roku przedsięwziął drugie w historii zejście na dno Rowu Mariańskiego. Jako pierwszy człowiek w historii przebywał tam w samotności. Spędził tam około pięciu godzin. Wcześniej dokonali tego wspólnie Don Walsh i Jacques Piccard w 1960 roku.
James Cameron pracuje dla NASA, angażuje się w budowę urządzeń, które mogą pomóc skolonizować Marsa. Wygłaszał również przemówienia dla Mars Society.
James Cameron jest obywatelem kanadyjskim. Starał się o obywatelstwo amerykańskie, ale wycofał swój wniosek w 2004 roku, po wygranych przez George’a W. Busha wyborach prezydenckich. 4 maja 2012 roku przeszedł na weganizm, głównie z powodów ekologicznych.

## Filmografia
| Rok  | Tytuł                                                                     | Reżyser | Scenarzysta | Producent | Uwagi |
| ---- | ------------------------------------------------------------------------- | ------- | ----------- | --------- | --- |
| 1978 | Xenogenesis                                                               | T       | T           | T         | film krótkometrażowy |
| 1981 | Pirania II: Latający mordercy (Piranha II: The Spawning)                  | T       |             |           | |
| 1984 | Terminator (The Terminator)                                               | T       | T           |           | |
| 1985 | Rambo II (Rambo: First Blood Part II)                                     |         | T           |           | |
| 1986 | Obcy – decydujące starcie (Aliens)                                        | T       | T           |           | |
| 1989 | Otchłań (Abyss)                                                           | T       | T           |           | |
| 1991 | Terminator 2: Dzień sądu (Terminator 2: Judgment Day)                     | T       | T           | T         | |
| 1991 | Na fali (Point Break)                                                     |         |             | T         | |
| 1994 | Prawdziwe kłamstwa (True Lies)                                            | T       | T           | T         | |
| 1995 | Dziwne dni (Strange Days)                                                 |         | T           | T         | |
| 1996 | T2 3D: Battle across Time                                                 | T       | T           | T         | reżyserowany wspólnie z Johnem Bruno i Stanem Winstonem krótkometrażowy sequel Terminatora 2 dla parku rozrywki Universal |
| 1997 | Titanic                                                                   | T       | T           | T         | Oscar za najlepszy film, najlepszą reżyserię i najlepszy montaż                                                           |
| 2000 | Cień anioła (Dark Angel)                                                  |         | T           | T         | |
| 2002 | Solaris                                                                   |         |             | T         | Na podstawie powieści Stanisława Lema                                                                                     |
| 2008 | Terminator: Kroniki Sary Connor (Terminator: The Sarah Connor Chronicles) |         |             |           | Twórca postaci |
| 2009 | Avatar                                                                    | T       | T           | T         | |
| 2011 | Sanctum                                                                   |         |             | T         | |
| 2019 | Terminator: Mroczne przeznaczenie (Terminator: Dark Fate)                 |         |             | T         | Producent i twórca pomysłu na fabułę                                                                                      |
| 2022 | Avatar: Istota wody (Avatar: The Way of Water)                            | T       | T           | T         | Scenariusz napisany wspólnie z Joshem Friedmanem, Amandą Silver, Rickiem Jaffą oraz Shane’em Salerno                      |

### Filmy dokumentalne
- Ekspedycja: Bismarck (Expedition: Bismarck) (2002) (jako reżyser i producent)
- Głosy z głębin 3D (Ghosts of The Abyss) (2003) (jako reżyser i producent)
- Volcanoes of the Deep Sea (2003) (jako producent)
- Last Mysteries of the Titanic (2005) (jako producent)
- Titanic Adventure (2005) (jako producent)
- Obcy z głębin (Aliens of the Deep) (2005) (jako reżyser, producent i autor zdjęć)
- The Exodus Decoded (2006) (jako producent)
- Zaginiony grobowiec Jezusa (The Lost Tomb of Jesus) (2007) (jako producent)
- Titanic: The Final Word with James Cameron (2012) (jako reżyser i producent)

## Nagrody i odznaczenia

### Odznaczenia
- Grado de Insignia Orderu Orła Azteków – 1998, Meksyk[32][33]

### Nagrody

#### Terminator
- Nagroda Saturn w kategorii najlepszy film science fiction
- Nagroda Saturn w kategorii najlepszy scenarzysta
- Nagroda Saturn w kategorii najlepszy reżyser (Nominacja)

#### Obcy – decydujące starcie
- Nagroda Saturn w kategorii najlepszy film science fiction
- Nagroda Saturn w kategorii najlepszy scenarzysta
- Nagroda Saturn w kategorii najlepszy reżyser
- Nagroda Hugo za najlepszą prezentację dramatyczną

#### Otchłań
- Nagroda Saturn w kategorii najlepszy film science fiction (Nominacja)
- Nagroda Saturn w kategorii najlepszy scenarzysta
- Nagroda Saturn w kategorii najlepszy reżyser (Nominacja)
- Nagroda Hugo za najlepszą prezentację dramatyczną (Nominacja)

#### Terminator 2: Dzień sądu
- Nagroda Saturn w kategorii najlepszy film science fiction
- Nagroda Saturn w kategorii najlepszy scenarzysta (Nominacja)
- Nagroda Saturn w kategorii najlepszy reżyser
- MTV Movie Awards

#### Prawdziwe kłamstwa
- Nagroda Saturn w kategorii najlepszy reżyser
- Nagroda Saturn w kategorii najlepszy film akcji/przygodowy/thriller (Nominacja)

#### Titanic
- Oscar za najlepszy film
- Oscar za najlepszą reżyserię
- Oscar za najlepszy montaż
- Złoty Glob za najlepszy film dramatyczny
- Złoty Glob dla najlepszego reżysera
- MTV Movie Awards
- Nagroda Satelita dla najlepszego reżysera

#### Avatar
- Oscar za najlepszy film (Nominacja)
- Oscar za najlepszą reżyserię (Nominacja)
- Oscar za najlepszy montaż (Nominacja)
- Złoty Glob za najlepszy film dramatyczny
- Złoty Glob dla najlepszego reżysera
- Nagroda Saturn w kategorii najlepszy film science fiction
- Nagroda Saturn w kategorii najlepszy reżyser
- Nagroda Saturn w kategorii najlepszy scenarzysta

#### Avatar: Istota wody
- Złoty Glob za najlepszy film dramatyczny (Nominacja)
- Złoty Glob dla najlepszego reżysera (Nominacja)
- Oscar za najlepszy film (Nominacja)

## Upamiętnienie
W uznaniu dla jego działalności na rzecz ochrony środowiska odkryty w 2013 roku gatunek żaby został nazwany Pristimantis jamescameroni.